# Второй Латгальский конгресс
Второй Латгальский конгресс, также Съезд советов латгальских уездов Витебской губернии (латыш. Otrais Latgales kongress), 3 (16) декабря — 4 (17) декабря 1917 года — второе собрание избранных представителей латышей Латгалии, на котором было решено отделить населенные латгальскими латышами территории от Витебской губернии и присоединить к Видземе

## История
26-27 апреля (9-10 мая) 1917 года большинство депутатов Первого латгальского конгресса решает, что латыши Латгалии, Видземе и Курземе — единый народ, и Латгалию надо объединить с остальными краями, сохранив права автономии.
После большевистского переворота 7 ноября 1917 года латгальцы видят возможность наконец воплотить решения Первого латгальского съезда — ранее это тормозили российское Временное правительство, а до него — Управление Витебской губернии. Ленин обещает соблюсти право народов на самоопределение, кроме того, латышские большевики говорят об объединении всей Латвии в одну административную единицу. Латгальские латыши готовы выразить лояльность большевикам, чтобы быстрее освободиться от России и присоединиться к остальной Латвии.
Чтобы этого добиться, Резекненская Крестьянская секция Исполкома Совета рабочих, солдатских и безземельных депутатов Латвии, куда вступают многие активные сторонники отделения Латгалии, 16-17 декабря 1917 года организует Второй Латгальский съезд.

## Ход съезда
Как и Первый Латгальский съезд, второй проходит в напряженной и очень эмоциональной атмосфере. Иногда споры достигают небывалой громкости, и съезд угрожает перерасти в массовую потасовку. Только вечером первого дня, когда делегаты уже основательно устают, удается выбрать председателя и президиум съезда.
Руководство берет на себя компромиссная фигура — большевистский представитель от Видземе Эрнест Виксниньш. Сторонники инженера Франциса Кемпса называют Виксниньша самозванцем. В зале поднимается такой шум, что ничего нельзя расслышать. Съезд удается продолжить только после двухчасового перерыва.
На следующий день съезд почти единогласно (300 за, 3 против) поддерживает предложенную большевиками политическую резолюцию. Латгальцы демонстрируют максимальную лояльность большевикам — чтобы только добиться выполнения свои требований.
Съезд проходит в воскресенье, пресса призывает духовенство от участия воздержаться, и даже Кемпс указывает, что на самом деле — большевик.
В повестке дня съезда следующим стоит вопрос, о который сломано больше всего копий — быть или не быть Латгалии вместе с Видземе и Курземе. При голосовании Кемпс опять терпит полное поражение — за разработанную Алоизом Боярсом резолюцию о самоопределении Латгалии голосуют 202 делегата (74 — против, 14 воздержались).
После этого съезд избирает Латгальский временный совет и решает созвать ещё один съезд в январе 1918 года — чтобы провозгласить объединение Латгалии с Видземе и Курземе. Временному совету и его Исполкому поручается подготовка практической реализации объединения.